# La Revuo
La Revuo est un périodique mensuel en langue esperanto publié à partir de septembre 1906 jusqu'en août 1914, alors que la Première Guerre mondiale stoppe de nouvelles publications.
En l'an 1900, le mouvement espérantophone vit une forte impulsion lorsque Carlo Bourlet commence à faire la promotion de l'espéranto en France. Il encourage l'éditeur français Hachette à confier à Ludwik Lejzer Zamenhof la supervision de plusieurs ouvrages en espéranto, puis à partir de septembre 1906, à éditer une revue purement littéraire sous la direction du même Carlo Bourlet et la rédaction en chef de Félicien Menu de Ménil.
La Revuo annonçait ne pas se préoccuper de discussions, mais plutôt regarder l'espéranto comme un fait, comme l'écrivait Carlo Bourlet dans le premier numéro : « Por ni, Eo estas fakto, kaj ni uzas ĝin tia, kia ĝi estas. » Ce qui se traduit en français par : « Pour nous, l'espéranto est un fait, et nous l'utilisons comme tel. ». 
La revue a été publiée pendant 8 années pleines soit 96 numéros au format B5 et 6 144 pages au total. Chaque collection annuelle avait 12 numéros de 48 pages dédiées à la littérature, et 16 pages d'annonces, d'éditoriaux ou autres  informations d'entreprises. Les premières pages 4-22 de La Revuo étaient consacrées uniquement aux écrits, traductions et actes de congrès du Dr Zamenhof ainsi qu'à certaines œuvres des meilleurs traducteurs en ou écrivains en espéranto. Après la fin de La Esperantisto en 1895, L.L. Zamenhof était finalement revenu à un journal dans lequel il était en mesure de transmettre ses traductions de la Bible et d'auteurs divers (Gogol, Schiller, Andersen, Goethe, Orzeszkowa, Molière).
Parmi les contributeurs, on compte à cette époque de grands écrivains de cette époque:  Kabe, Grabowski, Hodler, Lambert, Bicknell, Vallienne, Kabanov, Boirac, Privat, Ŝidlovskaja, Hankel, De Ménil, Inglada, Aymonier, Eugène Noël, Rust, Čejka, Pillath, Simon, Dalmau, etc. La rédaction de La Revuo avait aussi la réputation d'attirer des écrivains espérantistes par son concours littéraire annuel.
Concernant l'utilisation de la langue espéranto, les règles rédactionnelles de La Revuo étaient très libres. Cela a créé les conditions favorables pour le développement de l'espéranto comme langue littéraire. À cet égard, La Revuo fut dans une certaine mesure un précurseur de la revue Literatura Mondo.
- (eo) Cet article est partiellement ou en totalité issu de l’article de Wikipédia en espéranto intitulé « La Revuo » (voir la liste des auteurs).